# وائل جسار
وائل جسار (22 نوفمبر 1976 -)، مغني لبناني 

## مسيرته الفنية
انخرط وائل في المجال الفني بعمر الثامنة حيث كان يدرس ويذهب لإحياء سهرات وسماح أهله بالغناء في أوقات فراغه، ولكنهم أصروا على أن يكمل دراسته حتى الشهادة الثانوية وتوقف حينها من تلقاء نفسه. درس الموسيقى عند الأستاذ جورج روفايل والأستاذ محسن معوض وتعلم عزف العودكان يغني في المناسبات وحفلات القرية التي يقطن بها وكان دائم الترديد لأغاني عمالقة الغناء العربي منهم أم كلثوم وعبد الحليم حافظ ومحمد عبد الوهاب.
وتوسعت دائرة أحلام وائل الطفولية عشقا ووصولاً إلى طموحات الشهرة والنجومية
وقد انتهز فرصة المشاركة في أحد المهرجانات المحلية التي أقيمت في منطقة رياق في محافظة البقاع بلبنان واشترك فيه وحقق المركز الأول، ثم اشترك في البرنامج الشهير (الحروف تغني) وأشاد بصوته جميع الحاضرين وبإمكانياته الصوتية وأطلقوا عليه لقب (الطفل المعجزة) وذاع اسمه وشهرته، ابتعد وتوقف عن الغناء فترة بسبب التحولات التي طرأت على صوته نظراً لانتقاله من مرحلة الطفولة إلى مرحلة الصبا ثم الرجولة عاد بعدها إلى الساحة الغنائية بأول ألبوماته (ماشـي) والذي حقق نجاحا كبيرا له خاصة أغانيه (الليالي، الحق على عيوني، منين ما تكون، اسمع كلام حبيبك، آه يا ليل) انطلق بعدها عربيا عام 2001 من خلال ألبوم الدنيا علمتني وأغنيات مثل عالجمر، كمشيت خلاص وغيرها.

### حياته الأسرية
تزوج عام 2005 من ميراي مقدسي وأنجب منها ابنته مارلين وابنه وائل جونيور

### تعينه سفيرا للنوايا الحسنة
في يونيو 2020 تم اختياره من قبل المركز العربي الأوروبي لحقوق الإنسان والقانون الدولي ليكون سفيراّ للسلام والنوايا الحسنة لدى المركز لعام 2020 تقديراً لجهوده السامية في مجال العمل الإنساني والاجتماعي والفني.

## الألبومات الرسمية
| الألبوم            | العام | المنتج       |
| ------------------ | ----- | ------------ |
| كلمة وداع          | 1986  | بدويست فون   |
| زي العسل           |       |              |
| ماشي               | 1996  | ميوزيك ماستر |
| أمروا الحبايب      | 1998  | ميوزيك ماستر |
| صبرك يا قلبي       | 1999  | ميوزيك ماستر |
| الدنيا علمتني      | 2001  | ريلاكس إن    |
| الله يخليهم        | 2003  | ريلاكس إن    |
| مشيت خلاص          | 2005  | أرابيكا      |
| ساعات بقول         | 2006  | أرابيكا      |
| توعدني ليه         | 2008  | أرابيكا      |
| رباعيات في حب الله | 2010  | أرابيكا      |
| في حضرة المحبوب    | 2010  | أرابيكا      |
| نبينا الزين        | 2011  | أرابيكا      |
| كل دقيقة شخصية     | 2011  | أرابيكا      |
| سنين قدام          | 2013  | أرابيكا      |
| في حضرة المحبوب 2  | 2014  | أرابيكا      |
| عمري وذكرياته      | 2016  | أرابيكا      |

## فيديو كليبات
| الأغنية                  | المخرج           | المنتج            |
| ------------------------ | ---------------- | ----------------- |
| أراضيكي                  | رامز الحاج       | ايغلس بروداكشن    |
| ماشي                     | فادي أبو جودة    | ميوزيك ماستر      |
| أرجوك                    | ميشال كمون       | ميوزيك ماستر      |
| الليالي                  | إدوارد جينباشيان | ميوزيك ماستر      |
| الدنيا علمتني            | طوني أبو الياس   | ريلاكس إن         |
| عالجمر                   | باسم كريستو      | ريلاكس إن         |
| يوم زفافك                | وليد ناصيف       | ريلاكس إن         |
| مشيت خلاص                | سليم الترك       | أرابيكا           |
| بتتوحشيني                | وليد ناصيف       | أرابيكا           |
| غريبة الناس              | فادي حداد        | أرابيكا           |
| مليون أحبك               | رندة علم         | أرابيكا           |
| توعدني ليه               | رندة علم         | أرابيكا           |
| يا روحي غيبي ديو مع حنان | وليد ناصيف       | أرابيكا           |
| مهما تقولوا              | وليد ناصيف       | أرابيكا           |
| في خطوتك سكتي            | رندة علم         | أرابيكا           |
| خليني ذكرى               | رندة علم         | أرابيكا           |
| قلبك حنين يا نبي         | حسين المنباوي    | أرابيكا           |
| عم شوف خيالات            | إيهاب الراشد     | أرابيكا           |
| وبتسأليني                | جاد شويري        | أرابيكا           |
| استقالة حبي              | رندلى قديح       | أرابيكا           |
| حب ومحبتش                | عصام نصار        | أرابيكا           |
| ما تغيبش ثواني           | فادي حداد        | لايف ستايل ستديوز |
| كل وعد                   | نور سالم         | فايرل ويف         |

## أغاني الافلام والمسلسلات
- (2007): مسلسل الدالي
- (2008): مسلسل ناصر
- (2008): «الروليت» فيلم الريس عمر حرب
- (2011): مسلسل كيد النسا الجزء الأول
- (2011): «(نخبي ليه في أسرارنا)» فيلم 365 يوم سعادة
- (2012): مسلسل الزوجة الرابعة
- (2013): مسلسل الشك
- (2014): مسلسل شمس
- (2014): مسلسل قصص عجائب القرآن الكريم
- (2015): مسلسل أريد رجلا
- (2015): مسلسل مريم
- (2019): مسلسل حواديت الشانزليزيه
- (2020): بحلم بيك فيلم تؤام روحي

### أغاني منفردة
- لو عذابي طال
- البشارة يا مريم
- المسيح الحنان
- نحلم سوا
- هل في وقت
- اسمي أنس
- فيه إحساس ماليني

## الجوائز التي حصل عليها
- لبنان: حصل على جائزة أفضل أغنية عربيّة: «غريبة الناس» في حفل الموريكس دور 2010
- مصر: كرمته شعبة المحررين البرلمانيين بمجلسي الشعب والشورى في مصر ومنحته جائزة التميز الفن عن مجمل أعماله
- مصر تم تكريمه في الحفل الختامي للدورة الثامنة من مهرجان الإسكندرية للأغنية عام 2010 كأفضل مطرب عربي وجائزة أفضل البوم (في حضرة المحبوب) وجائزة أفضل أغنية (أول ساعة في الآخرة)
- لبنان: جائزة أفضل مطرب عربي وأفضل ألبوم غنائي سنة 2011 Middle East music award
- لبنان: جائزة الموسيقى العربية 2017

## وصلات خارجية
- وائل جسار على موقع IMDb (الإنجليزية)
- وائل جسار على موقع قاعدة بيانات الأفلام العربية
- وائل جسار على موقع ميوزك برينز (الإنجليزية)
- وائل جسار على موقع ديسكوغز (الإنجليزية)